# Juan Pablo Zozaya
Juan Pablo Zozaya (Necochea, Argentina; 13 de agosto de 2001) es un futbolista argentino. Juega de arquero y su equipo actual es Central Córdoba (SdE) de la Primera División de Argentina, a préstamo desde Estudiantes de La Plata.

## Vida personal
Es familiar de Alberto Zozaya, exjugador de Estudiantes de La Plata que hasta hoy es uno de los máximos goleadores del club.

## Trayectoria

### Estudiantes de La Plata
Surgido en la ciudad de Necochea, tuvo paso por los clubes de su ciudad de Del Valle, Independiente de San Cayetano y Rivadavia de Necochea. En febrero de 2015 realiza una prueba y pasa a formar parte de las divisiones inferiores de Estudiantes. En diciembre de 2020 es convocado a la Selección Argentina sub-20.
Fue parte del equipo que se consagró campeón de la Copa Argentina 2023 y la Copa de la Liga Profesional 2024.
Hizo su debut profesional el 25 de enero de 2024 como titular en el arco de Estudiantes de La Plata, con una victoria 3 a 0 contra Argentino de Monte Maíz por Copa Argentina.
El 28 de enero de 2024 también fue titular en la victoria 1 a 0 contra Belgrano de Córdoba, correspondiente a la primera fecha de la Copa de la Liga Profesional. De esta manera, sumó la segunda valla invicta de su carrera.

### Arsenal de Sarandí
En junio de 2024 es cedido a Arsenal de Sarandí hasta diciembre de 2024, sin cargo y sin opción de compra.
El 23 de junio de 2024 debutó en la Primera División de Arsenal en el triunfo 1 a 0 sobre Güemes de Santiago del Estero.

### Central Córdoba
el 31 de enero de 2025 es anunciado como refuerzo del Club Atlético Central Córdoba (Santiago del Estero) de la Primera División. El préstamo es por un año sin opción.

## Clubes
| Club                           | País      | Año               |
| ------------------------------ | --------- | ----------------- |
| Estudiantes de La Plata        | Argentina | 2023 - Actualidad |
| Arsenal (cedido)               | Argentina | 2024              |
| Central Córdoba (SdE) (cedido) | Argentina | 2025 - Actualidad |

## Estadísticas
- Actualizado al último partido disputado el 20 de julio de 2024.

| Club | Div.          | Temporada     | Liga  | Liga | Liga | Copas nacionales(1) | Copas nacionales(1) | Copas nacionales(1) | Copas internacionales(2) | Copas internacionales(2) | Copas internacionales(2) | Total | Total | Total |
| --- | ------------- | ------------- | ----- | ---- | ---- | ------------------- | ------------------- | ------------------- | ------------------------ | ------------------------ | ------------------------ | ----- | ----- | ----- |
| Club | Div.          | Temporada     | Part. | G.R. | V.I. | Part.               | G.R.                | V.I.                | Part.                    | G.R.                     | V.I.                     | Part. | G.R.  | V.I.  |
| Estudiantes de La Plata Argentina |               |               |       |      |      |                     |                     |                     |                          |                          |                          |       |       |       |
| 1.ª | 2024          | 0             | 0     | 0    | 2    | 0                   | 2                   | 0                   | 0                        | 0                        | 2                        | 0     | 2     |       |
| Total club | Total club    | 0             | 0     | 0    | 2    | 0                   | 2                   | 0                   | 0                        | 0                        | 2                        | 0     | 2     |       |
| Arsenal Argentina |               |               |       |      |      |                     |                     |                     |                          |                          |                          |       |       |       |
| 2.ª | 2024          | 5             | 5     | 2    | 0    | 0                   | 0                   | 0                   | 0                        | 0                        | 5                        | 5     | 2     |       |
| Total club | Total club    | 5             | 5     | 2    | 0    | 0                   | 0                   | 0                   | 0                        | 0                        | 5                        | 5     | 2     |       |
| Central Córdoba (SdE) Argentina |               |               |       |      |      |                     |                     |                     |                          |                          |                          |       |       |       |
| 1.ª | 2025          | 0             | 0     | 0    | 0    | 0                   | 0                   | 0                   | 0                        | 0                        | 0                        | 0     | 0     |       |
| Total club | Total club    | 0             | 0     | 0    | 0    | 0                   | 0                   | 0                   | 0                        | 0                        | 0                        | 0     | 0     |       |
| Total carrera | Total carrera | Total carrera | 5     | 5    | 2    | 2                   | 0                   | 2                   | 0                        | 0                        | 0                        | 7     | 5     | 4     |
| (1) Incluye datos de la Copa de la Liga Profesional y Copa Argentina. (2) Incluye datos de la Copa Sudamericana y Copa Libertadores. |               |               |       |      |      |                     |                     |                     |                          |                          |                          |       |       |       |

## Palmarés

### Campeonatos nacionales
| Título          | Club                    | País      | Año  |
| --------------- | ----------------------- | --------- | ---- |
| Copa Argentina  | Estudiantes de La Plata | Argentina | 2023 |
| Copa de la Liga | Estudiantes de La Plata | Argentina | 2024 |

## Redes sociales
- Instagram

- Twitter

- Datos: Q124375940